# Ziyang
Ziyang (en chino, 资阳; pinyin, Zīyáng) es una ciudad-prefectura en la provincia de Sichuan, República Popular de China. Se encuentra a una distancia aproximada de 80 kilómetros de la capital provincial. Limita al norte con Deyang, al sur con Neijiang, al oeste con Meishan y al este con  Chongqing. Su área es de 5746 km² y su población total para 2010 superó los 2,59 millones de habitantes. 

## Administración
La ciudad-prefectura de Ziyang se divide en 3 localidades que se administran en 1 distrito urbano y 2 condados rurales.
- Distrito Yanjiang 雁江区
- Condado Lezhi 乐至县
- Condado Anyue 安岳县

## Toponimia
El topónimo Ziyang  [/Tzi-yang/] indica su ubicación respecto al río Zi (资水), siendo dicho cuerpo de agua su Yang. En la antigüedad, el "norte" del agua se consideraba el Yang, de ahí su nombre.

## Clima
Ziyang tiene un clima monzónico subtropical con una temperatura media anual de 17 °C, una precipitación media anual de 1.100 mm, con 1.300 horas de sol y un período anual medio libre de heladas de hasta 300 días. Hay muchas nubes y niebla. La humedad del aire es alta y la diferencia de temperatura entre el día y la noche es pequeña; la velocidad media del viento es pequeña y el número de días de viento fuerte es reducido. La temperatura media anual en todo el territorio de Ziyang es de alrededor de 17 °C; la precipitación anual es de alrededor de 950 mm. El mes más caluroso es agosto, con un promedio anual de 26,5 °C, mientras el mes más frío es enero con alrededor de 6,5 °C. Los registros históricos más extremos son de 40,2 °C y -5,4 °C.
| Parámetros climáticos promedio de Ziyang (1981−2010) | Parámetros climáticos promedio de Ziyang (1981−2010) | Parámetros climáticos promedio de Ziyang (1981−2010) | Parámetros climáticos promedio de Ziyang (1981−2010) | Parámetros climáticos promedio de Ziyang (1981−2010) | Parámetros climáticos promedio de Ziyang (1981−2010) | Parámetros climáticos promedio de Ziyang (1981−2010) | Parámetros climáticos promedio de Ziyang (1981−2010) | Parámetros climáticos promedio de Ziyang (1981−2010) | Parámetros climáticos promedio de Ziyang (1981−2010) | Parámetros climáticos promedio de Ziyang (1981−2010) | Parámetros climáticos promedio de Ziyang (1981−2010) | Parámetros climáticos promedio de Ziyang (1981−2010) | Parámetros climáticos promedio de Ziyang (1981−2010) |
| Mes                                                  | Ene.                                                 | Feb.                                                 | Mar.                                                 | Abr.                                                 | May.                                                 | Jun.                                                 | Jul.                                                 | Ago.                                                 | Sep.                                                 | Oct.                                                 | Nov.                                                 | Dic.                                                 | Anual                                                |
| ---------------------------------------------------- | ---------------------------------------------------- | ---------------------------------------------------- | ---------------------------------------------------- | ---------------------------------------------------- | ---------------------------------------------------- | ---------------------------------------------------- | ---------------------------------------------------- | ---------------------------------------------------- | ---------------------------------------------------- | ---------------------------------------------------- | ---------------------------------------------------- | ---------------------------------------------------- | ---------------------------------------------------- |
| Temp. máx. abs. (°C)                                 | 18.9                                                 | 23.2                                                 | 31.9                                                 | 34.1                                                 | 37.8                                                 | 36.6                                                 | 38.2                                                 | 38.6                                                 | 38.0                                                 | 31.0                                                 | 25.6                                                 | 19.4                                                 | '                                                    |
| Temp. máx. media (°C)                                | 10.1                                                 | 12.5                                                 | 17.2                                                 | 23.1                                                 | 27.4                                                 | 29.0                                                 | 31.1                                                 | 30.9                                                 | 26.6                                                 | 21.4                                                 | 16.9                                                 | 11.2                                                 | 21.5                                                 |
| Temp. media (°C)                                     | 6.7                                                  | 8.9                                                  | 12.8                                                 | 18.1                                                 | 22.4                                                 | 24.6                                                 | 26.6                                                 | 26.2                                                 | 22.5                                                 | 17.8                                                 | 13.2                                                 | 8.1                                                  | 17.3                                                 |
| Temp. mín. media (°C)                                | 4.3                                                  | 6.2                                                  | 9.6                                                  | 14.3                                                 | 18.6                                                 | 21.3                                                 | 23.3                                                 | 23.0                                                 | 19.8                                                 | 15.5                                                 | 10.8                                                 | 5.8                                                  | 14.4                                                 |
| Temp. mín. abs. (°C)                                 | −2.6                                                 | 0.2                                                  | −0.3                                                 | 5.5                                                  | 9.2                                                  | 14.9                                                 | 17.9                                                 | 16.5                                                 | 13.4                                                 | 4.7                                                  | 1.7                                                  | −2.6                                                 | '                                                    |
| Precipitación total (mm)                             | 10.9                                                 | 14.3                                                 | 25.9                                                 | 47.2                                                 | 81.2                                                 | 135.4                                                | 179.8                                                | 176.8                                                | 117.4                                                | 42.9                                                 | 18.8                                                 | 9.2                                                  | 859.8                                                |
| Humedad relativa (%)                                 | 84                                                   | 81                                                   | 77                                                   | 75                                                   | 73                                                   | 80                                                   | 82                                                   | 82                                                   | 84                                                   | 84                                                   | 83                                                   | 84                                                   | 80.8                                                 |
| Fuente: China Meteorological Data Service Center     |                                                      |                                                      |                                                      |                                                      |                                                      |                                                      |                                                      |                                                      |                                                      |                                                      |                                                      |                                                      |                                                      |